# 奧波爾克利夫斯 (加利福尼亞州)
奧波爾克里夫斯（英語：Opal Cliffs）是位於美國加利福尼亞州聖塔克魯茲縣的一個非建制地區。該地人口在2010年時為6458人。

## 地理
奧波爾克里夫斯的座標為36°57′41″N 121°58′15″W / 36.96139°N 121.97083°W，而該地的平均海拔高度為14米（即46英尺）。